# Chollerton
Chollerton är en ort och civil parish i Storbritannien.   Den ligger i grevskapet och kommunen Northumberland i riksdelen England, i den centrala delen av landet, 400 km norr om huvudstaden London. Chollerton ligger 80 meter över havet och antalet invånare är 818.
Terrängen runt Chollerton är platt åt nordväst, men åt sydost är den kuperad. Chollerton ligger nere i en dal. Runt Chollerton är det ganska glesbefolkat, med 26 invånare per kvadratkilometer. Närmaste större samhälle är Hexham, 7,9 km söder om Chollerton. Trakten runt Chollerton består i huvudsak av gräsmarker.